# Rihanna/Diskografie
Diese Diskografie ist eine Übersicht über die musikalischen Werke der aus Barbados stammenden R&B-Sängerin Rihanna. Den Quellenangaben und Schallplattenauszeichnungen zufolge hat sie bisher mehr als 466 Millionen Tonträger verkauft. In Deutschland verkaufte sie mehr als 16,6 Millionen Tonträger und zählt damit zu den Interpretinnen mit den meisten verkauften Tonträgern des Landes. Ihre erfolgreichste Veröffentlichung ist die Single Love the Way You Lie mit über 21,7 Millionen verkauften Einheiten. In Deutschland avancierte Diamonds zum Millionenseller und zählt damit zu den meistverkauften Singles des Landes der 2010er-Jahre.

## Alben

### Studioalben
| Jahr | Titel Musiklabel                            | Höchstplatzierung, Gesamtwochen, AuszeichnungChartplatzierungen (Jahr, Titel, Musiklabel, Platzierungen, Wochen, Auszeichnungen, Anmerkungen) | Höchstplatzierung, Gesamtwochen, AuszeichnungChartplatzierungen (Jahr, Titel, Musiklabel, Platzierungen, Wochen, Auszeichnungen, Anmerkungen) | Höchstplatzierung, Gesamtwochen, AuszeichnungChartplatzierungen (Jahr, Titel, Musiklabel, Platzierungen, Wochen, Auszeichnungen, Anmerkungen) | Höchstplatzierung, Gesamtwochen, AuszeichnungChartplatzierungen (Jahr, Titel, Musiklabel, Platzierungen, Wochen, Auszeichnungen, Anmerkungen) | Höchstplatzierung, Gesamtwochen, AuszeichnungChartplatzierungen (Jahr, Titel, Musiklabel, Platzierungen, Wochen, Auszeichnungen, Anmerkungen) | Anmerkungen                                                   |
| Jahr | Titel Musiklabel                            | DE | AT | CH | UK | US | Anmerkungen                                                   |
| ---- | ------------------------------------------- | --- | --- | --- | --- | --- | ------------------------------------------------------------- |
| 2005 | Music of the Sun Def Jam Recordings (UMG)   | DE31 Gold · (7 Wo.)DE | AT45 (5 Wo.)AT | CH38 (10 Wo.)CH | UK35 Gold · (10 Wo.)UK | US10 Platin · (35 Wo.)US | Erstveröffentlichung: 12. August 2005 Verkäufe: + 1.415.000   |
| 2006 | A Girl Like Me Def Jam Recordings (UMG)     | DE13 Platin · (37 Wo.)DE | AT21 (23 Wo.)AT | CH6 Platin · (39 Wo.)CH | UK5 ×2Doppelplatin · (43 Wo.)UK | US5 ×2Doppelplatin · (45 Wo.)US | Erstveröffentlichung: 10. April 2006 Verkäufe: + 3.385.000    |
| 2007 | Good Girl Gone Bad Def Jam Recordings (UMG) | DE4 ×4Vierfachplatin · (… Wo.)DE | AT3 Platin · (75 Wo.)AT | CH1 ×3Dreifachplatin · (… Wo.)CH | UK1 ×8Achtfachplatin · (203 Wo.)UK | US2 ×7Siebenfachplatin · (163 Wo.)US | Erstveröffentlichung: 30. Mai 2007 Verkäufe: + 12.618.002     |
| 2009 | Rated R Def Jam Recordings (UMG)            | DE4 Platin · (41 Wo.)DE | AT7 (22 Wo.)AT | CH1 Platin · (43 Wo.)CH | UK9 ×2Doppelplatin · (74 Wo.)UK | US4 ×2Doppelplatin · (45 Wo.)US | Erstveröffentlichung: 20. November 2009 Verkäufe: + 3.428.000 |
| 2010 | Loud Def Jam Recordings (UMG)               | DE2 ×2Doppelplatin · (… Wo.)DE | AT3 Gold · (40 Wo.)AT | CH1 ×2Doppelplatin · (74 Wo.)CH | UK1 ×7Siebenfachplatin · (112 Wo.)UK | US3 ×5Fünffachplatin · (75 Wo.)US | Erstveröffentlichung: 12. November 2010 Verkäufe: + 8.693.000 |
| 2011 | Talk That Talk Def Jam Recordings (UMG)     | DE3 Gold · (18 Wo.)DE | AT1 Gold · (10 Wo.)AT | CH1 Platin · (32 Wo.)CH | UK1 ×3Dreifachplatin · (58 Wo.)UK | US3 ×3Dreifachplatin · (55 Wo.)US | Erstveröffentlichung: 18. November 2011 Verkäufe: + 4.598.000 |
| 2012 | Unapologetic Def Jam Recordings (UMG)       | DE3 ×3Dreifachgold · (36 Wo.)DE | AT5 Platin · (20 Wo.)AT | CH1 Platin · (40 Wo.)CH | UK1 ×3Dreifachplatin · (38 Wo.)UK | US1 ×3Dreifachplatin · (80 Wo.)US | Erstveröffentlichung: 19. November 2012 Verkäufe: + 4.970.500 |
| 2016 | Anti Roc Nation (UMG)                       | DE3 Gold · (32 Wo.)DE | AT7 Platin · (13 Wo.)AT | CH2 (38 Wo.)CH | UK7 ×2Doppelplatin · (66 Wo.)UK | US1 ×6Sechsfachplatin · (… Wo.)US | Erstveröffentlichung: 27. Januar 2016 Verkäufe: + 7.900.000   |

### Remixalben
| Jahr | Titel Musiklabel                                         | Höchstplatzierung, Gesamtwochen, AuszeichnungChartplatzierungen (Jahr, Titel, Musiklabel, Platzierungen, Wochen, Auszeichnungen, Anmerkungen) | Höchstplatzierung, Gesamtwochen, AuszeichnungChartplatzierungen (Jahr, Titel, Musiklabel, Platzierungen, Wochen, Auszeichnungen, Anmerkungen) | Höchstplatzierung, Gesamtwochen, AuszeichnungChartplatzierungen (Jahr, Titel, Musiklabel, Platzierungen, Wochen, Auszeichnungen, Anmerkungen) | Höchstplatzierung, Gesamtwochen, AuszeichnungChartplatzierungen (Jahr, Titel, Musiklabel, Platzierungen, Wochen, Auszeichnungen, Anmerkungen) | Höchstplatzierung, Gesamtwochen, AuszeichnungChartplatzierungen (Jahr, Titel, Musiklabel, Platzierungen, Wochen, Auszeichnungen, Anmerkungen) | Anmerkungen                                                                          |
| Jahr | Titel Musiklabel                                         | DE | AT | CH | UK | US | Anmerkungen                                                                          |
| ---- | -------------------------------------------------------- | --- | --- | --- | --- | --- | ------------------------------------------------------------------------------------ |
| 2009 | Good Girl Gone Bad: The Remixes Def Jam Recordings (UMG) | DE*DE | — | — | — | US106 (4 Wo.)US | Erstveröffentlichung: 27. Januar 2009 Verkäufe: + 49.000; * siehe Good Girl Gone Bad |
| 2010 | Rated R: Remixed Def Jam Recordings (UMG)                | DE*DE | — | — | — | US158 (1 Wo.)US | Erstveröffentlichung: 24. Mai 2010 Verkäufe: + 13.000; * siehe Rated R               |

## Singles

### Als Leadmusikerin
| Jahr | Titel Album                                        | Höchstplatzierung, Gesamtwochen, AuszeichnungChartplatzierungen (Jahr, Titel, Album, Platzierungen, Wochen, Auszeichnungen, Anmerkungen) | Höchstplatzierung, Gesamtwochen, AuszeichnungChartplatzierungen (Jahr, Titel, Album, Platzierungen, Wochen, Auszeichnungen, Anmerkungen) | Höchstplatzierung, Gesamtwochen, AuszeichnungChartplatzierungen (Jahr, Titel, Album, Platzierungen, Wochen, Auszeichnungen, Anmerkungen) | Höchstplatzierung, Gesamtwochen, AuszeichnungChartplatzierungen (Jahr, Titel, Album, Platzierungen, Wochen, Auszeichnungen, Anmerkungen) | Höchstplatzierung, Gesamtwochen, AuszeichnungChartplatzierungen (Jahr, Titel, Album, Platzierungen, Wochen, Auszeichnungen, Anmerkungen) | Anmerkungen                                                                                  |
| Jahr | Titel Album                                        | DE | AT | CH | UK | US | Anmerkungen                                                                                  |
| --- | -------------------------------------------------- | --- | --- | --- | --- | --- | -------------------------------------------------------------------------------------------- |
| 2005 | Pon de Replay Music of the Sun                     | DE6 ×3Dreifachgold · (18 Wo.)DE | AT5 (22 Wo.)AT | CH3 (41 Wo.)CH | UK2 ×2Doppelplatin · (26 Wo.)UK | US2 ×5Fünffachplatin · (27 Wo.)US | Erstveröffentlichung: 24. Mai 2005 Verkäufe: + 6.975.000                                     |
| 2005 | If It’s Lovin’ That You Want Music of the Sun      | DE25 (11 Wo.)DE | AT31 (11 Wo.)AT | CH19 (12 Wo.)CH | UK11 Silber · (10 Wo.)UK | US36 Gold · (20 Wo.)US | Erstveröffentlichung: 16. August 2005 Verkäufe: + 730.000                                    |
| 2006 | SOS A Girl like Me                                 | DE2 Gold · (20 Wo.)DE | AT4 (28 Wo.)AT | CH3 (33 Wo.)CH | UK2 Platin · (13 Wo.)UK | US1 ×3Gold (Mastertone) + Dreifachplatin · (28 Wo.)US                                                                                    | Erstveröffentlichung: 14. Februar 2006 Verkäufe: + 4.725.000                                 |
| 2006 | Unfaithful A Girl like Me                          | DE2 ×3Dreifachgold · (28 Wo.)DE | AT2 (27 Wo.)AT | CH1 Gold · (56 Wo.)CH | UK2 Platin · (30 Wo.)UK | US6 ×3Platin (Mastertone) + Dreifachplatin · (20 Wo.)US                                                                                  | Erstveröffentlichung: 14. Juli 2006 Verkäufe: + 5.270.000                                    |
| 2006 | We Ride A Girl like Me                             | DE45 (9 Wo.)DE | — | CH42 (8 Wo.)CH | UK17 Silber · (7 Wo.)UK | US— GoldUS | Erstveröffentlichung: 21. August 2006 Verkäufe: + 700.000                                    |
| 2006 | Break It Off A Girl like Me                        | — | — | — | — | US9 Gold · (20 Wo.)US | Erstveröffentlichung: 13. November 2006 Verkäufe: + 500.000; feat. Sean Paul                 |
| 2007 | Umbrella Good Girl Gone Bad                        | DE1 ×2Doppelplatin · (47 Wo.)DE | AT1 (34 Wo.)AT | CH1 Gold · (74 Wo.)CH | UK1 ×3Dreifachplatin · (71 Wo.)UK | US1 ×2Diamant + Doppelplatin (Mastertone) · (34 Wo.)US                                                                                   | Erstveröffentlichung: 29. März 2007 Verkäufe: + 16.666.271; feat. Jay-Z                      |
| 2007 | Shut Up and Drive Good Girl Gone Bad               | DE6 Gold · (14 Wo.)DE | AT31 (12 Wo.)AT | CH14 (19 Wo.)CH | UK5 Platin · (31 Wo.)UK | US15 ×3Dreifachplatin · (20 Wo.)US | Erstveröffentlichung: 12. Juni 2007 Verkäufe: + 4.280.000                                    |
| 2007 | Hate That I Love You Good Girl Gone Bad            | DE11 Gold · (14 Wo.)DE | AT14 (19 Wo.)AT | CH13 (13 Wo.)CH | UK15 Platin · (20 Wo.)UK | US7 ×3Dreifachplatin · (26 Wo.)US | Erstveröffentlichung: 21. August 2007 Verkäufe: + 4.182.500; feat. Ne-Yo                     |
| 2007 | Don’t Stop the Music Good Girl Gone Bad            | DE1 ×5Fünffachgold · (43 Wo.)DE | AT1 (32 Wo.)AT | CH1 (55 Wo.)CH | UK4 ×2Doppelplatin · (38 Wo.)UK | US3 ×6Sechsfachplatin · (30 Wo.)US | Erstveröffentlichung: 7. September 2007 Verkäufe: + 9.522.194                                |
| 2008 | Take a Bow Good Girl Gone Bad: Reloaded            | DE6 Gold · (23 Wo.)DE | AT6 (25 Wo.)AT | CH7 (29 Wo.)CH | UK1 ×2Doppelplatin · (27 Wo.)UK | US1 ×6Platin (Mastertone) + Sechsfachplatin · (27 Wo.)US                                                                                 | Erstveröffentlichung: 15. April 2008 Verkäufe: + 9.477.407                                   |
| 2008 | Disturbia Good Girl Gone Bad: Reloaded             | DE5 ×3Dreifachgold · (23 Wo.)DE | AT4 (27 Wo.)AT | CH4 (41 Wo.)CH | UK3 ×2Doppelplatin · (36 Wo.)UK | US1 ×7Siebenfachplatin · (37 Wo.)US | Erstveröffentlichung: 17. Juni 2008 Verkäufe: + 9.238.514                                    |
| 2008 | Rehab Good Girl Gone Bad                           | DE4 Platin · (16 Wo.)DE | AT9 (15 Wo.)AT | CH13 (22 Wo.)CH | UK16 Platin · (16 Wo.)UK | US18 ×2Doppelplatin · (17 Wo.)US | Erstveröffentlichung: 12. Dezember 2008 Verkäufe: + 3.165.000; feat. Justin Timberlake       |
| 2009 | Russian Roulette Rated R                           | DE2 Gold · (27 Wo.)DE | AT2 (23 Wo.)AT | CH1 Gold · (26 Wo.)CH | UK2 Platin · (22 Wo.)UK | US9 ×2Doppelplatin · (14 Wo.)US | Erstveröffentlichung: 27. Oktober 2009 Verkäufe: + 3.082.500                                 |
| 2009 | Hard Rated R                                       | — | — | — | UK42 (10 Wo.)UK | US8 ×2Doppelplatin · (20 Wo.)US | Erstveröffentlichung: 10. November 2009 Verkäufe: + 2.000.000; feat. Jeezy                   |
| 2009 | Wait Your Turn Rated R                             | — | — | — | UK45 (2 Wo.)UK | — | Erstveröffentlichung: 13. November 2009                                                      |
| 2010 | Redemption Song –                                  | — | — | — | — | US81 (1 Wo.)US | Erstveröffentlichung: 19. Januar 2010 Verkäufe: + 73.810                                     |
| 2010 | Rude Boy Rated R                                   | DE4 Gold · (21 Wo.)DE | AT6 (20 Wo.)AT | CH5 Gold · (27 Wo.)CH | UK2 ×2Doppelplatin · (36 Wo.)UK | US1 ×5Fünffachplatin · (22 Wo.)US | Erstveröffentlichung: 19. Februar 2010 Verkäufe: + 7.211.438                                 |
| 2010 | Rockstar 101 Rated R                               | — | — | — | — | US64 Platin · (5 Wo.)US | Erstveröffentlichung: 18. Mai 2010 Verkäufe: + 1.000.000; feat. Slash                        |
| 2010 | Te amo Rated R                                     | DE11 Gold · (22 Wo.)DE | AT11 (18 Wo.)AT | CH9 Gold · (27 Wo.)CH | UK14 Platin · (22 Wo.)UK | US— GoldUS | Erstveröffentlichung: 8. Juni 2010 Verkäufe: + 1.602.400                                     |
| 2010 | Only Girl (In the World) Loud                      | DE2 ×5Fünffachgold · (48 Wo.)DE | AT1 (33 Wo.)AT | CH2 ×2Doppelplatin · (39 Wo.)CH | UK1 ×4Vierfachplatin · (46 Wo.)UK | US1 ×7Siebenfachplatin · (27 Wo.)US | Erstveröffentlichung: 10. September 2010 Verkäufe: + 12.302.988                              |
| 2010 | What’s My Name? Loud                               | DE12 Gold · (14 Wo.)DE | AT13 (17 Wo.)AT | CH13 Gold · (22 Wo.)CH | UK1 ×3Dreifachplatin · (31 Wo.)UK | US1 ×6Sechsfachplatin · (22 Wo.)US | Erstveröffentlichung: 26. Oktober 2010 Verkäufe: + 8.619.738; feat. Drake                    |
| 2010 | Raining Men Loud                                   | — | — | — | — | — | Erstveröffentlichung: 7. Dezember 2010 feat. Nicki Minaj                                     |
| 2011 | S&M Loud                                           | DE2 ×3Dreifachgold · (28 Wo.)DE | AT4 (28 Wo.)AT | CH2 Platin · (32 Wo.)CH | UK3 ×3Dreifachplatin · (40 Wo.)UK | US1 ×6Sechsfachplatin · (26 Wo.)US | Erstveröffentlichung: 8. Februar 2011 Verkäufe: + 10.080.573                                 |
| 2011 | California King Bed Loud                           | DE8 Gold · (20 Wo.)DE | AT4 (20 Wo.)AT | CH10 Gold · (23 Wo.)CH | UK8 Platin · (17 Wo.)UK | US37 ×2Doppelplatin · (14 Wo.)US | Erstveröffentlichung: 13. Mai 2011 Verkäufe: + 3.377.500                                     |
| 2011 | Man Down Loud                                      | — | — | CH9 Gold · (24 Wo.)CH | UK54 Platin · (11 Wo.)UK | US59 ×2Doppelplatin · (14 Wo.)US | Erstveröffentlichung: 8. Juli 2011 Verkäufe: + 3.300.000                                     |
| 2011 | Cheers (Drink to That) Loud                        | — | — | CH66 (1 Wo.)CH | UK15 Gold · (13 Wo.)UK | US7 ×2Doppelplatin · (18 Wo.)US | Erstveröffentlichung: 2. August 2011 Verkäufe: + 2.645.000                                   |
| 2011 | We Found Love Talk That Talk                       | DE1 ×3Dreifachplatin · (34 Wo.)DE | AT2 (23 Wo.)AT | CH1 ×2Doppelplatin · (34 Wo.)CH | UK1 ×5Fünffachplatin · (63 Wo.)UK | US1 Diamant + Platin · (42 Wo.)US | Erstveröffentlichung: 22. September 2011 Verkäufe: + 20.550.000; feat. Calvin Harris         |
| 2011 | You da One Talk That Talk                          | — | AT23 (8 Wo.)AT | CH36 (6 Wo.)CH | UK16 Gold · (17 Wo.)UK | US14 ×2Doppelplatin · (20 Wo.)US | Erstveröffentlichung: 14. November 2011 Verkäufe: + 2.755.000                                |
| 2012 | Talk That Talk                                     | — | — | CH11 (3 Wo.)CH | UK25 Gold · (11 Wo.)UK | US31 Platin · (20 Wo.)US | Erstveröffentlichung: 17. Januar 2012 Verkäufe: + 1.492.500; feat. Jay-Z                     |
| 2012 | Birthday Cake Talk That Talk                       | — | — | — | — | US24 ×2Doppelplatin · (20 Wo.)US | Erstveröffentlichung: 6. März 2012 Verkäufe: + 2.000.000                                     |
| 2012 | Where Have You Been Talk That Talk                 | DE17 Platin · (16 Wo.)DE | AT20 (17 Wo.)AT | CH15 (21 Wo.)CH | UK6 ×2Doppelplatin · (26 Wo.)UK | US5 ×4Vierfachplatin · (26 Wo.)US | Erstveröffentlichung: 8. Mai 2012 Verkäufe: + 6.565.000                                      |
| 2012 | Cockiness (Love It) (Remix) –                      | — | — | — | — | — | Erstveröffentlichung: 7. September 2012 feat. A$AP Rocky                                     |
| 2012 | Diamonds Unapologetic                              | DE1 ×4Vierfachplatin · (44 Wo.)DE | AT1 Gold · (27 Wo.)AT | CH1 ×4Vierfachplatin · (50 Wo.)CH | UK1 ×4Vierfachplatin · (50 Wo.)UK | US1 Diamant · (27 Wo.)US | Erstveröffentlichung: 27. September 2012 Verkäufe: + 17.000.369                              |
| 2013 | Stay Unapologetic                                  | DE2 ×3Dreifachgold · (38 Wo.)DE | AT5 (22 Wo.)AT | CH2 (38 Wo.)CH | UK4 ×4Vierfachplatin · (31 Wo.)UK | US3 ×2Diamant + Doppelplatin · (32 Wo.)US                                                                                                | Erstveröffentlichung: 7. Januar 2013 Verkäufe: + 16.585.000; feat. Mikky Ekko                |
| 2013 | Pour It Up Unapologetic                            | — | — | — | UK43 Gold · (8 Wo.)UK | US19 ×3Dreifachplatin · (20 Wo.)US | Erstveröffentlichung: 8. Januar 2013 Verkäufe: + 3.595.000                                   |
| 2013 | Loveeeeeee Song Unapologetic                       | — | — | — | UK— GoldUK | US55 Platin · (20 Wo.)US | Erstveröffentlichung: 3. April 2013 Verkäufe: + 1.475.000; feat. Future                      |
| 2013 | Right Now Unapologetic                             | DE43 (15 Wo.)DE | AT25 (12 Wo.)AT | CH32 (3 Wo.)CH | UK36 (3 Wo.)UK | US50 Gold · (9 Wo.)US | Erstveröffentlichung: 28. Mai 2013 Verkäufe: + 670.000; feat. David Guetta                   |
| 2013 | What Now Unapologetic                              | DE49 (8 Wo.)DE | AT67 (1 Wo.)AT | — | UK21 Silber · (14 Wo.)UK | US25 Platin · (8 Wo.)US | Erstveröffentlichung: 29. August 2013 Verkäufe: + 1.420.000                                  |
| 2014 | Jump Unapologetic                                  | — | — | — | — | — | Erstveröffentlichung: 14. Januar 2014 Verkäufe: + 77.500                                     |
| 2015 | FourFiveSeconds –                                  | DE3 ×3Dreifachgold · (31 Wo.)DE | AT2 Gold · (28 Wo.)AT | CH3 Platin · (31 Wo.)CH | UK3 ×3Dreifachplatin · (28 Wo.)UK | US4 ×5Fünffachplatin · (20 Wo.)US | Erstveröffentlichung: 24. Januar 2015 Verkäufe: + 9.390.000; mit Kanye West & Paul McCartney |
| 2015 | Towards the Sun Home (O.S.T.)                      | — | — | — | UK76 (1 Wo.)UK | — | Erstveröffentlichung: 24. Februar 2015                                                       |
| 2015 | Bitch Better Have My Money –                       | DE17 Gold · (23 Wo.)DE | AT18 (6 Wo.)AT | CH7 (22 Wo.)CH | UK27 Platin · (23 Wo.)UK | US15 ×4Vierfachplatin · (24 Wo.)US | Erstveröffentlichung: 26. März 2015 Verkäufe: + 5.547.500                                    |
| 2015 | American Oxygen –                                  | DE39 (10 Wo.)DE | AT52 (4 Wo.)AT | CH30 (9 Wo.)CH | UK71 (4 Wo.)UK | US78 (4 Wo.)US | Erstveröffentlichung: 14. April 2015 Verkäufe: + 110.000                                     |
| 2016 | Work Anti                                          | DE5 Platin · (31 Wo.)DE | AT14 (17 Wo.)AT | CH9 (30 Wo.)CH | UK2 ×3Dreifachplatin · (42 Wo.)UK | US1 Diamant · (36 Wo.)US | Erstveröffentlichung: 27. Januar 2016 Verkäufe: + 15.323.333; feat. Drake                    |
| 2016 | Needed Me Anti                                     | DE57 Gold · (21 Wo.)DE | AT71 (2 Wo.)AT | CH45 (25 Wo.)CH | UK38 ×2Doppelplatin · (31 Wo.)UK | US7 Diamant · (45 Wo.)US | Erstveröffentlichung: 30. März 2016 Verkäufe: + 13.293.333                                   |
| 2016 | Kiss It Better Anti                                | — | — | — | UK46 Platin · (13 Wo.)UK | US62 ×3Dreifachplatin · (12 Wo.)US | Erstveröffentlichung: 30. März 2016 Verkäufe: + 4.110.000                                    |
| 2016 | Sledgehammer Star Trek Beyond (O.S.T.)             | — | — | — | UK69 (3 Wo.)UK | — | Erstveröffentlichung: 27. Juni 2016 Verkäufe: + 30.000                                       |
| 2016 | Love on the Brain Anti                             | DE21 Platin · (24 Wo.)DE | AT7 (22 Wo.)AT | CH26 (22 Wo.)CH | UK— ×2DoppelplatinUK | US5 ×7Siebenfachplatin · (31 Wo.)US | Erstveröffentlichung: 27. September 2016 Verkäufe: + 10.848.333                              |
| 2017 | Sex with Me (Remix) Anti (Deluxe Edition)          | — | — | — | UK— GoldUK | US83 ×3Dreifachplatin · (15 Wo.)US | Erstveröffentlichung: 24. Februar 2017 Verkäufe: + 3.605.000                                 |
| 2022 | Lift Me Up Black Panther: Wakanda Forever (O.S.T.) | DE9 (6 Wo.)DE | AT11 (4 Wo.)AT | CH1 (26 Wo.)CH | UK3 Gold · (13 Wo.)UK | US2 Platin · (20 Wo.)US | Erstveröffentlichung: 28. Oktober 2022 Verkäufe: + 2.188.333                                 |
| 2025 | Friend of Mine –                                   | — | — | — | UK72 (1 Wo.)UK | — | Erstveröffentlichung: 16. Mai 2025                                                           |
| Folgende Lieder erschienen nicht als Single, wurden aber durch das Album zum Download und Streaming bereitgestellt und konnten somit eine Platzierung erlangen: |                                                    | | | | | |                                                                                              |
| |                                                    | | | | | |                                                                                              |
| 2012 | Numb Unapologetic                                  | — | — | — | UK92 (1 Wo.)UK | — | Charteinstieg: 1. Dezember 2012 feat. Eminem                                                 |
| 2012 | Half of Me Unapologetic                            | — | — | CH46 (1 Wo.)CH | UK75 (1 Wo.)UK | — | Charteinstieg: 1. Dezember 2012                                                              |
| 2014 | Cry Good Girl Gone Bad                             | DE64 (1 Wo.)DE | — | CH50 (1 Wo.)CH | — | — | Charteinstieg: 24. August 2014                                                               |
| 2016 | Close to You Anti                                  | — | — | CH61 (1 Wo.)CH | — | US— GoldUS | Charteinstieg: 7. Februar 2016 Verkäufe: + 500.000                                           |
| 2022 | Born Again Black Panther: Wakanda Forever (O.S.T.) | — | — | CH99 (1 Wo.)CH | — | — | Charteinstieg: 20. November 2022                                                             |

### Als Gastmusikerin
| Jahr | Titel Album                                                 | Höchstplatzierung, Gesamtwochen, AuszeichnungChartplatzierungen (Jahr, Titel, Album, Platzierungen, Wochen, Auszeichnungen, Anmerkungen) | Höchstplatzierung, Gesamtwochen, AuszeichnungChartplatzierungen (Jahr, Titel, Album, Platzierungen, Wochen, Auszeichnungen, Anmerkungen) | Höchstplatzierung, Gesamtwochen, AuszeichnungChartplatzierungen (Jahr, Titel, Album, Platzierungen, Wochen, Auszeichnungen, Anmerkungen) | Höchstplatzierung, Gesamtwochen, AuszeichnungChartplatzierungen (Jahr, Titel, Album, Platzierungen, Wochen, Auszeichnungen, Anmerkungen) | Höchstplatzierung, Gesamtwochen, AuszeichnungChartplatzierungen (Jahr, Titel, Album, Platzierungen, Wochen, Auszeichnungen, Anmerkungen) | Anmerkungen                                                                                         |
| Jahr | Titel Album                                                 | DE | AT | CH | UK | US | Anmerkungen                                                                                         |
| --- | ----------------------------------------------------------- | --- | --- | --- | --- | --- | --------------------------------------------------------------------------------------------------- |
| 2007 | Roll It The Beginning                                       | DE33 (9 Wo.)DE | — | CH89 (2 Wo.)CH | — | — | Erstveröffentlichung: 18. März 2007 J-Status feat. Rihanna                                          |
| 2008 | If I Never See Your Face Again It Won’t Be Soon Before Long | — | AT54 (2 Wo.)AT | CH52 (9 Wo.)CH | UK28 (11 Wo.)UK | US51 Platin · (20 Wo.)US | Erstveröffentlichung: 2. Mai 2008 Verkäufe: + 1.249.000; Maroon 5 feat. Rihanna                     |
| 2008 | Just Stand Up! –                                            | — | AT73 (1 Wo.)AT | — | UK26 (3 Wo.)UK | US11 ×2Doppelplatin · (4 Wo.)US | Erstveröffentlichung: 21. August 2008 Verkäufe: + 2.000.000; mit Artists Stand Up to Cancer         |
| 2008 | Live Your Life Paper Trail                                  | DE12 (15 Wo.)DE | AT5 (15 Wo.)AT | CH8 (30 Wo.)CH | UK2 ×2Doppelplatin · (27 Wo.)UK | US1 ×8Achtfachplatin + Platin (Mastertone) · (28 Wo.)US                                                                                  | Erstveröffentlichung: 23. September 2008 Verkäufe: + 10.342.500; T.I. feat. Rihanna                 |
| 2009 | Run This Town The Blueprint 3                               | DE18 Gold · (9 Wo.)DE | AT29 (11 Wo.)AT | CH9 (15 Wo.)CH | UK1 ×2Doppelplatin · (15 Wo.)UK | US2 ×6Sechsfachplatin · (23 Wo.)US | Erstveröffentlichung: 24. Juli 2009 Verkäufe: + 7.620.000; Jay-Z feat. Kanye West & Rihanna         |
| 2010 | Love the Way You Lie Recovery                               | DE1 ×2Doppelplatin · (43 Wo.)DE | AT1 ×4Vierfachplatin · (50 Wo.)AT | CH1 ×3Dreifachplatin · (50 Wo.)CH | UK2 ×5Fünffachplatin · (59 Wo.)UK | US1 ×3Diamant + Dreifachplatin · (29 Wo.)US                                                                                              | Erstveröffentlichung: 25. Juni 2010 Verkäufe: + 21.763.252; Eminem feat. Rihanna                    |
| 2010 | Who’s That Chick? One More Love                             | DE6 Gold · (38 Wo.)DE | AT4 (27 Wo.)AT | CH8 (33 Wo.)CH | UK6 Platin · (36 Wo.)UK | US51 (9 Wo.)US | Erstveröffentlichung: 22. November 2010 Verkäufe: + 1.213.083; David Guetta feat. Rihanna           |
| 2011 | All of the Lights My Beautiful Dark Twisted Fantasy         | DE— GoldDE | AT68 (1 Wo.)AT | CH46 (8 Wo.)CH | UK15 ×2Doppelplatin · (26 Wo.)UK | US18 ×7Siebenfachplatin · (25 Wo.)US | Erstveröffentlichung: 18. Januar 2011 Verkäufe: + 8.780.000; Kanye West feat. Various Artists       |
| 2011 | Fly Pink Friday                                             | — | — | — | UK16 Gold · (17 Wo.)UK | US19 Platin · (20 Wo.)US | Erstveröffentlichung: 30. August 2011 Verkäufe: + 2.130.000; Nicki Minaj feat. Rihanna              |
| 2012 | Princess of China Mylo Xyloto                               | DE41 (10 Wo.)DE | AT25 (9 Wo.)AT | CH20 (16 Wo.)CH | UK4 ×2Doppelplatin · (27 Wo.)UK | US20 (12 Wo.)US | Erstveröffentlichung: 14. Februar 2012 Verkäufe: + 1.425.900; Coldplay feat. Rihanna                |
| 2012 | Take Care                                                   | DE— GoldDE | — | CH50 (3 Wo.)CH | UK9 ×3Dreifachplatin · (44 Wo.)UK | US7 ×7Siebenfachplatin · (34 Wo.)US | Erstveröffentlichung: 21. Februar 2012 Verkäufe: + 9.660.000; Drake feat. Rihanna                   |
| 2013 | Bad (Remix) The Gifted                                      | — | — | — | — | US21 ×3Dreifachplatin · (26 Wo.)US | Erstveröffentlichung: 3. Juni 2013 Verkäufe: + 3.000.000; Wale feat. Rihanna                        |
| 2013 | The Monster The Marshall Mathers LP 2                       | DE3 ×3Dreifachgold · (28 Wo.)DE | AT6 Platin · (21 Wo.)AT | CH1 Platin · (23 Wo.)CH | UK1 ×3Dreifachplatin · (25 Wo.)UK | US1 ×8Achtfachplatin · (29 Wo.)US | Erstveröffentlichung: 29. Oktober 2013 Verkäufe: + 12.164.000; Eminem feat. Rihanna                 |
| 2014 | Can’t Remember to Forget You Shakira.                       | DE8 Platin · (21 Wo.)DE | AT4 (16 Wo.)AT | CH7 Gold · (17 Wo.)CH | UK11 Platin · (14 Wo.)UK | US15 (19 Wo.)US | Erstveröffentlichung: 13. Januar 2014 Verkäufe: + 2.311.700; Shakira feat. Rihanna                  |
| 2016 | Famous The Life of Pablo                                    | DE— GoldDE | — | CH45 (4 Wo.)CH | UK33 Platin · (16 Wo.)UK | US34 ×2Doppelplatin · (14 Wo.)US | Erstveröffentlichung: 1. April 2016 Verkäufe: + 3.260.000; Kanye West feat. Rihanna                 |
| 2016 | This Is What You Came For 96 Months                         | DE5 ×3Dreifachgold · (30 Wo.)DE | AT5 Platin · (25 Wo.)AT | CH4 (39 Wo.)CH | UK2 ×4Vierfachplatin · (47 Wo.)UK | US3 ×8Achtfachplatin · (32 Wo.)US | Erstveröffentlichung: 29. April 2016 Verkäufe: + 15.183.333; Calvin Harris feat. Rihanna            |
| 2016 | Nothing Is Promised Ransom 2                                | — | — | — | UK64 (1 Wo.)UK | US75 Gold · (1 Wo.)US | Erstveröffentlichung: 3. Juni 2016 Verkäufe: + 500.000; mit Mike Will Made It                       |
| 2016 | Too Good Views                                              | DE30 Gold · (28 Wo.)DE | AT38 (20 Wo.)AT | CH25 (28 Wo.)CH | UK3 ×3Dreifachplatin · (43 Wo.)UK | US14 ×5Fünffachplatin · (29 Wo.)US | Erstveröffentlichung: 26. Juli 2016 Verkäufe: + 8.623.333; Drake feat. Rihanna                      |
| 2017 | Selfish HNDRXX                                              | — | — | CH51 (8 Wo.)CH | UK94 (1 Wo.)UK | US37 Platin · (10 Wo.)US | Erstveröffentlichung: 28. Februar 2017 Verkäufe: + 1.325.000; Future feat. Rihanna                  |
| 2017 | Wild Thoughts Grateful                                      | DE4 ×3Dreifachgold · (22 Wo.)DE | AT9 Gold · (18 Wo.)AT | CH3 Platin · (22 Wo.)CH | UK1 ×3Dreifachplatin · (25 Wo.)UK | US2 ×8Achtfachplatin · (21 Wo.)US | Erstveröffentlichung: 16. Juni 2017 Verkäufe: + 12.538.333; DJ Khaled feat. Rihanna & Bryson Tiller |
| 2017 | Loyalty. Damn.                                              | DE53 (2 Wo.)DE | AT41 (2 Wo.)AT | CH35 (3 Wo.)CH | UK27 Gold · (11 Wo.)UK | US14 ×2Doppelplatin · (26 Wo.)US | Erstveröffentlichung: 20. Juni 2017 Verkäufe: + 3.125.000; Kendrick Lamar feat. Rihanna             |
| 2017 | Lemon No One Ever Really Dies                               | — | — | CH59 (1 Wo.)CH | UK31 Gold · (10 Wo.)UK | US36 ×3Dreifachplatin · (22 Wo.)US | Erstveröffentlichung: 1. November 2017 Verkäufe: + 3.700.000; N.E.R.D feat. Rihanna                 |
| 2020 | Believe It Partymobile                                      | DE58 (3 Wo.)DE | AT51 (2 Wo.)AT | CH24 (7 Wo.)CH | UK12 Platin · (12 Wo.)UK | US23 Platin · (14 Wo.)US | Erstveröffentlichung: 27. März 2020 Verkäufe: + 1.685.000; PartyNextDoor feat. Rihanna              |
| Folgende Lieder erschienen nicht als Single, wurden aber durch das Album zum Download und Streaming bereitgestellt und konnten somit eine Platzierung erlangen: |                                                             | | | | | | |
| |                                                             | | | | | | |
| 2010 | Stranded (Haiti Mon Amour) Hope for Haiti Now               | — | AT10 (2 Wo.)AT | — | UK41 (2 Wo.)UK | US16 (2 Wo.)US | Charteinstieg: 28. Januar 2010 mit Bono, The Edge & Jay-Z                                           |

## Videoalben und Musikvideos

### Videoalben
| Jahr | Titel Musiklabel                                                         | Höchstplatzierung, Gesamtwochen, AuszeichnungChartplatzierungen (Jahr, Titel, Musiklabel, Platzierungen, Wochen, Auszeichnungen, Anmerkungen) | Höchstplatzierung, Gesamtwochen, AuszeichnungChartplatzierungen (Jahr, Titel, Musiklabel, Platzierungen, Wochen, Auszeichnungen, Anmerkungen) | Höchstplatzierung, Gesamtwochen, AuszeichnungChartplatzierungen (Jahr, Titel, Musiklabel, Platzierungen, Wochen, Auszeichnungen, Anmerkungen) | Höchstplatzierung, Gesamtwochen, AuszeichnungChartplatzierungen (Jahr, Titel, Musiklabel, Platzierungen, Wochen, Auszeichnungen, Anmerkungen) | Höchstplatzierung, Gesamtwochen, AuszeichnungChartplatzierungen (Jahr, Titel, Musiklabel, Platzierungen, Wochen, Auszeichnungen, Anmerkungen) | Anmerkungen                                                                       |
| Jahr | Titel Musiklabel                                                         | DE | AT | CH | UK | US | Anmerkungen                                                                       |
| ---- | ------------------------------------------------------------------------ | --- | --- | --- | --- | --- | --------------------------------------------------------------------------------- |
| 2008 | Good Girl Gone Bad Live Def Jam Recordings (UMG)                         | DE*DE | AT1 (12 Wo.)AT | CH1 (11 Wo.)CH | UK6 (15 Wo.)UK | US6 Gold · (23 Wo.)US | Erstveröffentlichung: 9. Juni 2008 Verkäufe: + 80.000; * siehe Good Girl Gone Bad |
| 2008 | Good Girl Gone Bad – The Videos Def Jam Recordings (UMG)                 | DE*DE | — | — | — | — | Erstveröffentlichung: 12. Dezember 2008 * siehe Good Girl Gone Bad                |
| 2012 | Loud Tour Live at the O₂ Def Jam Recordings (UMG)                        | DE*DE | — | CH3 (6 Wo.)CH | UK8 (15 Wo.)UK | US11 (14 Wo.)US | Erstveröffentlichung: 13. Dezember 2012 Verkäufe: + 15.000; * siehe Loud          |
| 2013 | Rihanna 777 Documentary … 7Countries7Days7Shows Def Jam Recordings (UMG) | — | — | CH7 (2 Wo.)CH | UK42 (2 Wo.)UK | US7 (4 Wo.)US | Erstveröffentlichung: 7. Mai 2013 Verkäufe: + 15.000                              |

### Musikvideos
| Jahr | Titel                          | Regie                                            |
| ---- | ------------------------------ | ------------------------------------------------ |
| 2005 | Pon de Replay                  | Little X                                         |
| 2005 | If It’s Lovin’ That You Want   | Marcus Raboy                                     |
| 2006 | SOS                            | Chris Applebaum                                  |
| 2006 | Unfaithful                     | Anthony Mandler                                  |
| 2006 | We Ride                        | Anthony Mandler                                  |
| 2007 | Roll It                        |                                                  |
| 2007 | Umbrella                       | Chris Applebaum                                  |
| 2007 | Shut Up and Drive              | Anthony Mandler                                  |
| 2007 | Hate That I Love You           | Anthony Mandler                                  |
| 2007 | Don’t Stop the Music           | Anthony Mandler                                  |
| 2008 | Take a Bow                     | Anthony Mandler                                  |
| 2008 | If I Never See Your Face Again | Anthony Mandler                                  |
| 2008 | Disturbia                      | Anthony Mandler                                  |
| 2008 | Rehab                          | Anthony Mandler                                  |
| 2008 | Live Your Life                 | Anthony Mandler                                  |
| 2009 | Paranoid                       | Nabil Elderkin                                   |
| 2009 | Run This Town                  | Anthony Mandler                                  |
| 2009 | Wait Your Turn                 | Anthony Mandler                                  |
| 2009 | Russian Roulette               | Anthony Mandler                                  |
| 2009 | Hard                           | Melina Matsoukas                                 |
| 2009 | Shy Ronnie                     | Akiva Schaffer                                   |
| 2010 | Rude Boy                       | Melina Matsoukas                                 |
| 2010 | Rockstar 101                   | Melina Matsoukas                                 |
| 2010 | Te amo                         | Anthony Mandler                                  |
| 2010 | Love the Way You Lie           | Joseph Kahn                                      |
| 2010 | Who’s That Chick?              | Jonas Åkerlund                                   |
| 2010 | Only Girl (In the World)       | Anthony Mandler                                  |
| 2010 | Shy Ronnie 2: Ronnie & Clyde   | Akiva Schaffer                                   |
| 2010 | What’s My Name?                | Philip Andelman                                  |
| 2011 | S&M                            | Melina Matsoukas                                 |
| 2011 | All of the Lights              | Hype Williams                                    |
| 2011 | California King Bed            | Anthony Mandler                                  |
| 2011 | Man Down                       | Anthony Mandler                                  |
| 2011 | Cheers (Drink to That)         | Evan Rogers, Ciara Pardo                         |
| 2011 | Fly                            | Sanaa Hamri                                      |
| 2011 | Can’t Get Enough               | Clifton Bell                                     |
| 2011 | We Found Love                  | Melina Matsoukas                                 |
| 2011 | You da One                     | Melina Matsoukas                                 |
| 2012 | Take Care                      | Yoann Lemoine                                    |
| 2012 | Where Have You Been            | Dave Meyers                                      |
| 2012 | Princess of China              | Adria Petty, Alan Bibby                          |
| 2012 | Diamonds                       | Anthony Mandler                                  |
| 2013 | Stay                           | Sophie Muller                                    |
| 2013 | Pour It Up                     | Robyn Fenty                                      |
| 2013 | What Now                       | Jonathan Craven, Simon McLoughlin, Jeff Nicholas |
| 2013 | The Monster                    | Rich Lee                                         |
| 2014 | Can’t Remember to Forget You   | Joseph Kahn                                      |
| 2015 | FourFiveSeconds                | Inez & Vinoodh                                   |
| 2015 | American Oxygen                | Darren Craig                                     |
| 2015 | Bitch Better Have My Money     | Robyn Fenty, Megaforce                           |
| 2016 | Work                           | Tim Bern, Director X                             |
| 2016 | Kiss It Better                 | Craig McDean                                     |
| 2016 | Needed Me                      | Harmony Korine                                   |
| 2016 | Famous                         | Kanye West                                       |
| 2016 | This Is What You Came For      | Emil Nava                                        |
| 2016 | Sledgehammer                   | Floria Sigismondi                                |
| 2016 | Goodnight Gotham               |                                                  |
| 2017 | Wild Thoughts                  | Colin Tilley                                     |
| 2017 | Loyalty.                       | The Little Homies, Dave Meyers                   |
| 2017 | Lemon                          | Todd Tourso                                      |
| 2022 | Lift Me Up                     | Autumn Durald Arkapaw                            |

## Boxsets
| Jahr | Titel Musiklabel                       | Anmerkungen                                                                                        |
| ---- | -------------------------------------- | -------------------------------------------------------------------------------------------------- |
| 2016 | Vinyl-Box-Set Def Jam Recordings (UMG) | Erstveröffentlichung: 16. Dezember 2016 beinhaltet alle bis dato acht veröffentlichten Studioalben |

## Promoveröffentlichungen
Promo-Singles

| Jahr | Titel Album                        | Höchstplatzierung, Gesamtwochen, AuszeichnungChartplatzierungen (Jahr, Titel, Album, Platzierungen, Wochen, Auszeichnungen, Anmerkungen) | Höchstplatzierung, Gesamtwochen, AuszeichnungChartplatzierungen (Jahr, Titel, Album, Platzierungen, Wochen, Auszeichnungen, Anmerkungen) | Höchstplatzierung, Gesamtwochen, AuszeichnungChartplatzierungen (Jahr, Titel, Album, Platzierungen, Wochen, Auszeichnungen, Anmerkungen) | Höchstplatzierung, Gesamtwochen, AuszeichnungChartplatzierungen (Jahr, Titel, Album, Platzierungen, Wochen, Auszeichnungen, Anmerkungen) | Höchstplatzierung, Gesamtwochen, AuszeichnungChartplatzierungen (Jahr, Titel, Album, Platzierungen, Wochen, Auszeichnungen, Anmerkungen) | Anmerkungen                                                                 |
| Jahr | Titel Album                        | DE | AT | CH | UK | US | Anmerkungen                                                                 |
| ---- | ---------------------------------- | --- | --- | --- | --- | --- | --------------------------------------------------------------------------- |
| 2008 | Breakin’ Dishes Good Girl Gone Bad | DE52 a (7 Wo.)DE | AT52 a (6 Wo.)AT | CH65 a (5 Wo.)CH | UK— GoldUK | US— PlatinUS | Erstveröffentlichung: 7. Oktober 2008 Verkäufe: + 1.410.000                 |
| 2013 | Nobody’s Business Unapologetic     | — | — | — | UK63 Silber · (1 Wo.)UK | — | Erstveröffentlichung: 7. Januar 2013 Verkäufe: + 200.000; feat. Chris Brown |
| 2017 | Pose Anti (Deluxe Edition)         | — | — | — | — | — | Erstveröffentlichung: 14. April 2017                                        |
| 2017 | Desperado Anti                     | — | — | CH51 (1 Wo.)CH | UK— GoldUK | US— ×2DoppelplatinUS | Erstveröffentlichung: 9. Juni 2017 Verkäufe: + 2.660.000                    |
| 2017 | Consideration Anti                 | — | — | — | UK88 Gold · (1 Wo.)UK | US— PlatinUS | Erstveröffentlichung: 8. Dezember 2017 Verkäufe: + 1.590.000; feat. SZA     |

## Sonderveröffentlichungen

### Alben
| Jahr | Titel Musiklabel                                           | Anmerkungen                                                         |
| ---- | ---------------------------------------------------------- | ------------------------------------------------------------------- |
| 2009 | 3 CD Collector’s Set Def Jam Recordings (UMG)              | Erstveröffentlichung: 15. Dezember 2009 Teil der „Collectors“-Reihe |
| 2010 | Music of the Sun + A Girl Like Me Def Jam Recordings (UMG) | Erstveröffentlichung: 7. Mai 2010 Teil der „2-in-1“-Reihe           |
| 2011 | Coffret 4 CD Def Jam Recordings (UMG)                      | Erstveröffentlichung: 17. Oktober 2011 Teil der „Coffret“-Reihe     |
| 2013 | Rated R + Loud Island Records (UMG)                        | Erstveröffentlichung: 10. Mai 2013 Teil der „2-in-1“-Reihe          |

| Jahr | Titel Musiklabel                                          | Anmerkungen                             |
| ---- | --------------------------------------------------------- | --------------------------------------- |
| 2005 | Music of the Sun (Album Sampler) Def Jam Recordings (UMG) | Erstveröffentlichung: Juli 2005         |
| 2006 | A Girl Like Me (Album Sampler) Def Jam Recordings (UMG)   | Erstveröffentlichung: Februar 2006      |
| 2007 | Don’t Stop the Music (Hit Pack) Def Jam Recordings (UMG)  | Erstveröffentlichung: August 2007       |
| 2007 | Don’t Stop the Music (5 Track) Def Jam Recordings (UMG)   | Erstveröffentlichung: 7. September 2007 |
| 2010 | Rated R (Nokia Singles Edition) Def Jam Recordings (UMG)  | Erstveröffentlichung: 3. März 2010      |

### Lieder
| Jahr | Titel Album                                                 | Anmerkungen                                                                                    |
| ---- | ----------------------------------------------------------- | ---------------------------------------------------------------------------------------------- |
| 2003 | Give Me a Try Rise to the Occasion                          | Erstveröffentlichung: 30. September 2003 Sizzla feat. Rihanna                                  |
| 2005 | The One 534                                                 | Erstveröffentlichung: 17. Mai 2005 Memphis Bleek feat. Rihanna                                 |
| 2006 | Boom Boom Ghetto Story                                      | Erstveröffentlichung: 15. August 2006 Cham feat. Rihanna                                       |
| 2007 | Roll It The Beginning                                       | Erstveröffentlichung: 2007 J-Status feat. Rihanna                                              |
| 2007 | If I Never See Your Face Again It Won’t Be Soon Before Long | Erstveröffentlichung: 16. Mai 2007 Maroon 5 feat. Rihanna                                      |
| 2007 | First Time From Nothin’ to Somethin’                        | Erstveröffentlichung: 8. Juni 2007 Fabolous feat. Rihanna                                      |
| 2007 | Livin’ a Lie Love Hate’                                     | Erstveröffentlichung: 11. Dezember 2007 The-Dream feat. Rihanna                                |
| 2008 | Where Do We Go Razah                                        | Erstveröffentlichung: 1. April 2008 Razah feat. Rihanna                                        |
| 2008 | Throw Your Hands Up Let’s Get Physical                      | Erstveröffentlichung: 8. April 2008 Elephant Man feat. Rihanna                                 |
| 2008 | Live Your Life Paper Trail                                  | Erstveröffentlichung: 30. September 2008 T.I. feat. Rihanna                                    |
| 2008 | Numba 1 (Tide Is High) Not 4 Sale                           | Erstveröffentlichung: 5. September 2008 Kardinal Offishall feat. Rihanna                       |
| 2009 | Run This Town The Blueprint 3                               | Erstveröffentlichung: 8. September 2009 Jay-Z feat. Kanye West & Rihanna                       |
| 2010 | Stranded (Haiti Mon Amour) Hope for Haiti Now               | Erstveröffentlichung: 23. Januar 2010 mit Bono, The Edge & Jay-Z                               |
| 2010 | Love the Way You Lie Recovery                               | Erstveröffentlichung: 18. Juni 2010 Eminem feat. Rihanna                                       |
| 2010 | Who’s That Chick? One More Love                             | Erstveröffentlichung: 26. November 2010 David Guetta feat. Rihanna                             |
| 2010 | All of the Lights My Beautiful Dark Twisted Fantasy         | Erstveröffentlichung: 22. November 2010 Kanye West feat. Various Artists                       |
| 2010 | Fly Pink Friday                                             | Erstveröffentlichung: 22. November 2010 Nicki Minaj feat. Rihanna                              |
| 2011 | Shy Ronnie 2: Ronnie & Clyde Turtleneck & Chain             | Erstveröffentlichung: 6. Mai 2011 The Lonely Island feat. Rihanna                              |
| 2011 | Princess of China Mylo Xyloto                               | Erstveröffentlichung: 19. Oktober 2011 Coldplay feat. Rihanna                                  |
| 2011 | Take Care                                                   | Erstveröffentlichung: 15. November 2011 Drake feat. Rihanna                                    |
| 2013 | Bad (Remix) The Gifted                                      | Erstveröffentlichung: 25. Juni 2013 Wale feat. Rihanna                                         |
| 2013 | The Monster The Marshall Mathers LP 2                       | Erstveröffentlichung: 5. November 2013 Eminem feat. Rihanna                                    |
| 2014 | Can’t Remember to Forget You Shakira.                       | Erstveröffentlichung: 21. März 2014 Shakira feat. Rihanna                                      |
| 2015 | Counterfeit Before the Party                                | Erstveröffentlichung: 27. November 2015 Chris Brown feat. Rihanna, Wiz Khalifa & Kelly Rowland |
| 2016 | Famous The Life of Pablo                                    | Erstveröffentlichung: 14. Februar 2016 Kanye West feat. Rihanna                                |
| 2016 | Too Good Views                                              | Erstveröffentlichung: 29. April 2016 Drake feat. Rihanna                                       |
| 2017 | Selfish HNDRXX                                              | Erstveröffentlichung: 24. Februar 2017 Future feat. Rihanna                                    |
| 2017 | Nothing Is Promised Ransom 2                                | Erstveröffentlichung: 24. März 2017 mit Mike Will Made It                                      |
| 2017 | Loyalty. DAMN.                                              | Erstveröffentlichung: 14. April 2017 Kendrick Lamar feat. Rihanna                              |
| 2017 | Wild Thoughts Grateful                                      | Erstveröffentlichung: 23. Juni 2017 DJ Khaled feat. Rihanna & Bryson Tiller                    |
| 2017 | Lemon No One Ever Really Dies                               | Erstveröffentlichung: 15. Dezember 2017 N.E.R.D feat. Rihanna                                  |
| 2020 | Believe It Partymobile                                      | Erstveröffentlichung: 27. März 2020 PartyNextDoor feat. Rihanna                                |
| 2024 | This Is What You Came For 96 Months                         | Erstveröffentlichung: 9. August 2024 Calvin Harris feat. Rihanna                               |

| Jahr | Titel Album                                                                    | Anmerkungen                                                      |
| ---- | ------------------------------------------------------------------------------ | ---------------------------------------------------------------- |
| 2006 | It Just Don’t Feel Like Xmas (Without You) Now That’s What I Call Christmas! 3 | Erstveröffentlichung: 10. Oktober 2006                           |
| 2010 | Stranded (Haiti Mon Amour) Hope for Haiti Now                                  | Erstveröffentlichung: 23. Januar 2010 mit Bono, The Edge & Jay-Z |
| 2010 | A Child Is Born Now That’s What I Call Christmas! 4                            | Erstveröffentlichung: 12. Oktober 2010                           |

| Jahr | Titel Soundtrack                          | Anmerkungen                                             |
| ---- | ----------------------------------------- | ------------------------------------------------------- |
| 2006 | The Hotness Save the Last Dance 2         | Erstveröffentlichung: 14. November 2006 feat. Shontelle |
| 2015 | As Real As You and Me Home                | Erstveröffentlichung: 23. März 2015                     |
| 2015 | Dancing in the Dark Home                  | Erstveröffentlichung: 23. März 2015, US: Platin         |
| 2015 | Towards the Sun Home                      | Erstveröffentlichung: 23. März 2015                     |
| 2016 | Sledgehammer Star Trek Beyond             | Erstveröffentlichung: 29. Juli 2016                     |
| 2022 | Lift Me Up Black Panther: Wakanda Forever | Erstveröffentlichung: 4. November 2022                  |
| 2022 | Born Again Black Panther: Wakanda Forever | Erstveröffentlichung: 11. November 2022                 |

## Statistik

### Chartauswertung
Die folgende Aufstellung beinhaltet eine Übersicht über die Charterfolge Rihannas in den Album-, Single- sowie den Musik-DVD-Charts. In Deutschland besteht die Besonderheit, dass Videoalben sich ebenfalls in den Albumcharts platzieren. In Österreich, der Schweiz, dem Vereinigten Königreich und den Vereinigten Staaten werden für Videoalben eigenständige Chartlisten geführt.
|                     | DE    | AT    | CH    | UK    | US     |
| ------------------- | ----- | ----- | ----- | ----- | ------ |
| Nummer-eins-Alben   | DE—DE | AT1AT | CH5CH | UK4UK | US2US  |
| Top-10-Alben        | DE6DE | AT6AT | CH7CH | UK7UK | US8US  |
| Alben in den Charts | DE8DE | AT8AT | CH8CH | UK8UK | US10US |

|                       | DE     | AT     | CH     | UK     | US     |
| --------------------- | ------ | ------ | ------ | ------ | ------ |
| Nummer-eins-Singles   | DE5DE  | AT5AT  | CH9CH  | UK9UK  | US14US |
| Top-10-Singles        | DE26DE | AT26AT | CH29CH | UK31UK | US32US |
| Singles in den Charts | DE46DE | AT48AT | CH60CH | UK68UK | US65US |

|                          | DE    | AT    | CH    | UK    | US    |
| ------------------------ | ----- | ----- | ----- | ----- | ----- |
| Nummer-eins-Videoalben   | DE—DE | AT1AT | CH1CH | UK—UK | US—US |
| Top-10-Videoalben        | DE—DE | AT1AT | CH3CH | UK2UK | US2US |
| Videoalben in den Charts | DE—DE | AT1AT | CH3CH | UK3UK | US3US |

### Auszeichnungen für Musikverkäufe
Die Lieder Cockiness (Love It), Higher, James Joint, Love the Way You Lie (Part II), Never Ending, Same Ol’ Mistakes, Skin, Woo und Yeah, I Said It erreichten nicht die Charts, erhielten aber aufgrund hoher Download- und Streamingzahlen Schallplattenauszeichnungen.
| Land/RegionAuszeichnungen für Musikverkäufe (Land/Region, Auszeichnungen, Verkäufe, Quellen) | Silber     | Gold         | Platin           | Diamant       | Verkäufe    | Quellen                                                   |
| -------------------------------------------------------------------------------------------- | ---------- | ------------ | ---------------- | ------------- | ----------- | --------------------------------------------------------- |
| Australien (ARIA)                                                                            | —          | 3× Gold3     | 178× Platin178   | —             | 12.510.000  | aria.com.au                                               |
| Belgien (BRMA)                                                                               | —          | 14× Gold14   | 18× Platin18     | —             | 815.000     | ultratop.be                                               |
| Brasilien (PMB)                                                                              | —          | 23× Gold23   | 34× Platin34     | 53× Diamant53 | 15.545.000  | pro-musicabr.org.br                                       |
| Dänemark (IFPI)                                                                              | —          | 28× Gold28   | 82× Platin82     | —             | 4.870.000   | ifpi.dk                                                   |
| Deutschland (BVMI)                                                                           | —          | 32× Gold32   | 38× Platin38     | —             | 16.600.000  | musikindustrie.de                                         |
| Europa (IFPI)                                                                                | —          | —            | 9× Platin9       | —             | (9.000.000) | ifpi.org (Memento vom 1. Januar 2014 im Internet Archive) |
| Finnland (IFPI)                                                                              | —          | 4× Gold4     | 2× Platin2       | —             | 70.019      | ifpi.fi FI2                                               |
| Frankreich (SNEP)                                                                            | —          | 8× Gold8     | 6× Platin6       | 6× Diamant6   | 5.388.031   | infodisc.fr snepmusique.com                               |
| Golf-Kooperationsrat (IFPI)                                                                  | —          | 2× Gold2     | Platin1          | —             | 12.000      | ifpi.org                                                  |
| Griechenland (IFPI)                                                                          | —          | 8× Gold8     | 2× Platin2       | —             | 115.000     | Einzelnachweise                                           |
| Indonesien (ASIRI)                                                                           | —          | —            | Platin1          | —             | 15.000      | Einzelnachweise                                           |
| Irland (IRMA)                                                                                | —          | —            | 16× Platin16     | —             | 240.000     | irishcharts.ie                                            |
| Italien (FIMI)                                                                               | —          | 11× Gold11   | 50× Platin50     | —             | 2.905.580   | fimi.it                                                   |
| Japan (RIAJ)                                                                                 | —          | 9× Gold9     | 2× Platin2       | —             | 1.400.000   | riaj.or.jp JP2                                            |
| Kanada (MC)                                                                                  | —          | 2× Gold2     | 72× Platin72     | —             | 6.601.000   | musiccanada.com                                           |
| Kolumbien (ASINCOL)                                                                          | —          | —            | Platin1          | —             | 10.000      | Einzelnachweise                                           |
| Mexiko (AMPROFON)                                                                            | —          | 6× Gold6     | 6× Platin6       | 2× Diamant2   | 1.160.000   | amprofon.com.mx                                           |
| Neuseeland (RMNZ)                                                                            | —          | 11× Gold11   | 151× Platin151   | —             | 4.035.000   | aotearoamusiccharts.co.nz NZ2 NZ3 NZ4                     |
| Niederlande (NVPI)                                                                           | —          | Gold1        | Platin1          | —             | 60.000      | nvpi.nl                                                   |
| Norwegen (IFPI)                                                                              | —          | Gold1        | 5× Platin5       | —             | 65.000      | ifpi.no NO2                                               |
| Österreich (IFPI)                                                                            | —          | 6× Gold6     | 9× Platin9       | —             | 315.000     | ifpi.at                                                   |
| Polen (ZPAV)                                                                                 | —          | 6× Gold6     | 27× Platin27     | 4× Diamant4   | 1.510.000   | olis.pl                                                   |
| Portugal (AFP)                                                                               | —          | 6× Gold6     | 18× Platin18     | —             | 220.000     | Einzelnachweise                                           |
| Russland (NFPF)                                                                              | —          | 2× Gold2     | 8× Platin8       | —             | 720.000     | 2m-online.ru                                              |
| Schweden (IFPI)                                                                              | —          | 11× Gold11   | 64× Platin64     | —             | 2.750.000   | sverigetopplistan.se                                      |
| Schweiz (IFPI)                                                                               | —          | 9× Gold9     | 24× Platin24     | —             | 845.000     | hitparade.ch                                              |
| Singapur (RIAS)                                                                              | —          | 3× Gold3     | 3× Platin3       | —             | 45.000      | rias.org.sg                                               |
| Spanien (Promusicae)                                                                         | —          | 12× Gold12   | 49× Platin49     | —             | 2.200.000   | elportaldemusica.es ES2                                   |
| Südafrika (RISA)                                                                             | —          | —            | 2× Platin2       | —             | 80.000      | Einzelnachweise                                           |
| Südkorea (KMCA)                                                                              | —          | —            | —                | —             | 2.998.292   | Einzelnachweise                                           |
| Ungarn (MAHASZ)                                                                              | —          | 4× Gold4     | Platin1          | —             | 14.000      | slagerlistak.hu                                           |
| Vereinigte Staaten (RIAA)                                                                    | —          | 15× Gold15   | 232× Platin232   | 7× Diamant7   | 310.097.000 | riaa.com                                                  |
| Vereinigtes Königreich (BPI)                                                                 | 7× Silber7 | 15× Gold15   | 120× Platin120   | —             | 71.523.500  | bpi.co.uk                                                 |
| Insgesamt                                                                                    | 7× Silber7 | 252× Gold252 | 1232× Platin1232 | 72× Diamant72 |             |                                                           |